# Waziristan

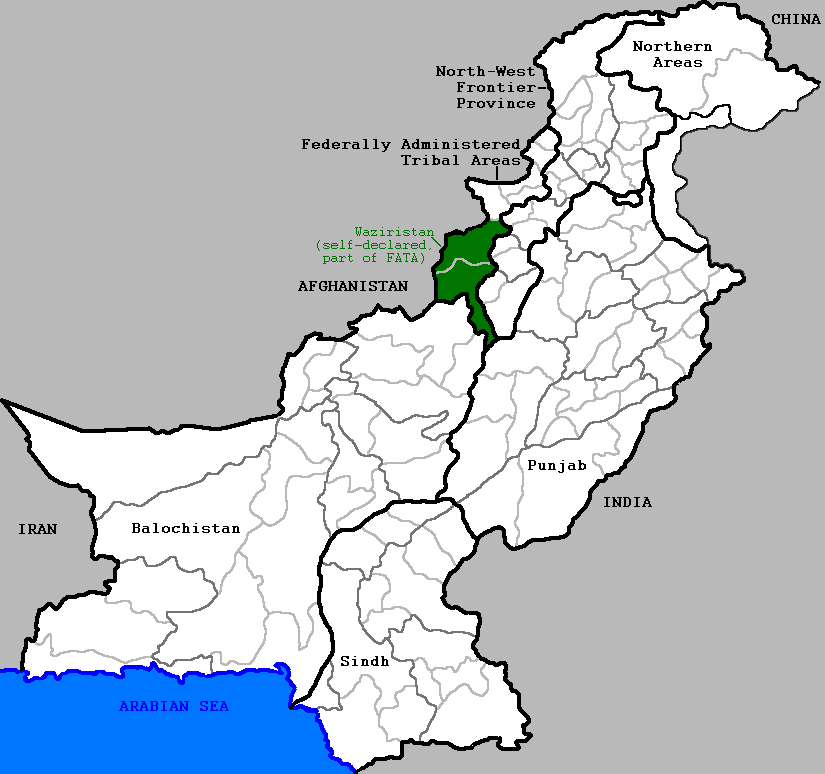
Nord- och Sydwaziristan i grönt på en engelskspråkig karta över Pakistan.

En flagga använd av motståndsgrupper på 1930-talet som bekämpade britterna.

Waziristan (pashto: وزیرستان) är en bergsregion i nordvästra Pakistan, på gränsen mot Afghanistan, 
Waziristan omfattar området väst och sydväst om Peshawar, mellan floderna Tochi i norr och Gomal i söder. I öster gränsar den till Nordvästra gränsprovinsen. Regionen, som har en yta på 11 585 km², består administrativt av de två distrikten Nord- och Sydwaziristan, som är underställda de federalt administrerade stamområdena. Dessa två distrikt hade enligt en uppskattning från 1998 en befolkning på 361 246 respektive 429 841 invånare. Waziristan befolkas främst av wazirier; i Sydwaziristan bor även en ansenlig grupp mahsuder. Det dominerande språket är waziri. En viktig inkomstkälla i området näst jordbruk är tillverkning av opium.
Regionen var ett självständigt stamterritorium till 1893, och höll sig utanför det brittiska imperiet och Afghanistan. Stammarnas räder in på brittiskt område var ett återkommande problem för britterna, vilket föranledde flera straffexpeditioner mellan 1860 och 1945. Området blev del av Pakistan 1947.